# Série de Balmer
Pour un article plus général, voir Spectre de l'atome d'hydrogène.
En physique atomique, la série de Balmer est la série de raies spectrales de l'atome d'hydrogène correspondant à une transition électronique d'un état quantique de nombre principal n > 2 vers l'état de niveau 2. 
L'identification de la série et la formule empirique donnant les longueurs d'onde est due à Johann Balmer (en 1885) sur la base du spectre visible. La justification a posteriori provient de la physique quantique.

## Mise en évidence

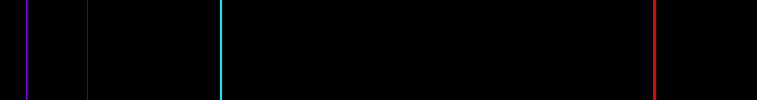
Raies d'émission de l'Hydrogène dans le spectre visible

En 1859, Julius Plücker identifia les raies Hα et Hβ d'émission de l'Hydrogène aux raies C et F de Fraunhofer dans la lumière solaire. En 1862, Ångström  découvrit que les raies f et h de Fraunhofer dans le spectre solaire correspondaient aux raies Hγ et Hδ de l’hydrogène,. Il en déduisit que l'Hydrogène est présent dans l'atmosphère solaire, ainsi que d'autres éléments. 
| Raies de Fraunhofer | Raies de l'Hydrogène     | Longueurs d'onde (Å) | Couleur |
| ------------------- | ------------------------ | -------------------- | ------- |
| C                   | {\displaystyle H\alpha } | 6562,10              | rouge   |
| F                   | {\displaystyle H\beta }  | 4860,74              | bleu    |
| f                   | {\displaystyle H\gamma } | 4340,10              | bleu    |
| h                   | {\displaystyle H\delta } | 4101,20              | violet  |

La mise en évidence des quatre raies de l'Hydrogène et la mesure précise de leurs longueurs d'onde permirent à Johann Jakob Balmer d'établir la relation qui les lie. Il releva que les longueurs d'onde des raies alors connues sont les termes d'une suite qui converge vers 3 645,6 Ångströms (notés Å). Il proposa l'équation suivante qui permet de retrouver les longueurs d'onde des raies du spectre visible :
Pour prendre une notation moderne, le terme {\displaystyle H} signifiant longueur d'onde de la raie de l'hydrogène correspondant au  coefficient {\displaystyle m} est remplacé par {\displaystyle \lambda _{m}} et le terme {\displaystyle h}, appelé constante de Balmer, est remplacé par {\displaystyle B} pour éviter de le confondre avec le constante de Planck. La formule de Balmer devient:
Balmer a envisagé que d'autres séries de raies de l'Hydrogène pourraient exister pour {\displaystyle n=1,3,4,5,6}..., ce que l'expérience a confirmé à condition de modifier la formule.
En effet, la formule de Balmer et la constante de Balmer ne sont valables que pour {\displaystyle n=2}. À la suite des travaux du physicien suédois Johannes Rydberg (1888), la formule de Balmer a pu être généralisée pour tout {\displaystyle n} entier:
où {\displaystyle n} est un entier (indice de la série) et {\displaystyle m>n} est un entier (indice de la raie)
Pour {\displaystyle n=2}, si on divise le numérateur et le dénominateur de la formule de Balmer par {\displaystyle m^{2}}: 
On constate que, quand {\displaystyle m\Rightarrow \infty }, {\displaystyle \lambda \Rightarrow B}.
 La limite de la série, appelée la limite de Balmer, est notée H∞,, [lire « H infini »] et vaut:
C'est la valeur limite vers laquelle tendent les longueurs d'onde des raies successives de la série de Balmer quand {\displaystyle m} croît.

## Principales raies et limite de la série
Balmer s'est basé sur les mesures faites par Angström dans l'air. De plus, si ces mesures sont cohérentes entre elles, il y a eu une petite erreur systématique due à l'étalon de longueur employé. Le tableau ci-dessous donne les valeurs de longueurs d'onde dans le vide admises actuellement.
| Transition | Notation usuelle | Notation de l'IUPAB | λ[10] (nm) | Couleur   | Couleur |
| ---------- | ---------------- | ------------------- | ---------- | --------- | ------- |
| 3 → 2      | Hα               | L-M                 | 656,280    | rouge     |         |
| 4 → 2      | Hβ               | L-N                 | 486,132    | bleu      |         |
| 5 → 2      | Hγ               | L-O                 | 434,046    | bleu      |         |
| 6 → 2      | Hδ               | L-P                 | 410,173    | violet    |         |
| 7 → 2      | Hε               | L-Q                 | 397,007    | violet    |         |
| 8 → 2      | H8               |                     | 388,902    | UV proche |         |
| 9 → 2      | H9               |                     | 383,535    | UV proche |         |
| ∞ → 2      | H∞               | —                   | 364,600    | UV proche |         |